# 千光寺公園
千光寺公園（せんこうじこうえん）は、広島県尾道市にある千光寺山の山頂から中腹にかけて広がる公園。日本さくら名所100選、日本の夜景100選（展望台）、日本夜景遺産、恋人の聖地に選定されている。

## 概要
1894年（明治27年）に千光寺の当時の住職の多田實圓和尚が尾道市内に遊園地の少ないことを憂い、併せて当山の参詣者誘致のため公園の設置を企画し、檀家総代および有志と相計り、同年4月11日寺領の畑・山林・宅地、計1,347坪をもって公園敷地に充当し起工に着手した。以後、協力者の献身的な奉仕のもと、長年の歳月と巨額の篤志金を投入して「共楽園」を完成させた。
1903年（明治36年）2月24日、寺領の「共楽園」敷地を尾道市に寄附し、後に「千光寺公園」と改称され今日に至る（現在は千光寺所有地のうち約一万坪は公園敷地として尾道市に管理を委託している）。
4月のソメイヨシノが咲く時期には「桜の名所」として紹介されている。また、園内には尾道市立美術館（NHK尾道放送局跡に建設）や遊歩道（文学のこみち）があり、2007年7月までは遊園地（千光寺山グリーンランド）があった。
1951年（昭和26年）の広島国体ではボクシングとソフトボール会場、1989年（平成元年）の海と島の博覧会ではサブ会場（共催会場）となった。
尾道市公共施設等総合管理計画では、短期計画で山頂展望台について改修・更新することとし、2022年（令和4年）に頂上に新展望台と元博物館「尾道城」跡を改修した「視点場（千光寺公園視点場）」がオープンすることになった。中期計画（2027年（令和9年） - 2031年（令和13年））では千光寺公園及び園内の施設の改修・更新（一部施設は処分）することになっている。

## 主な施設・名所

### 展望施設

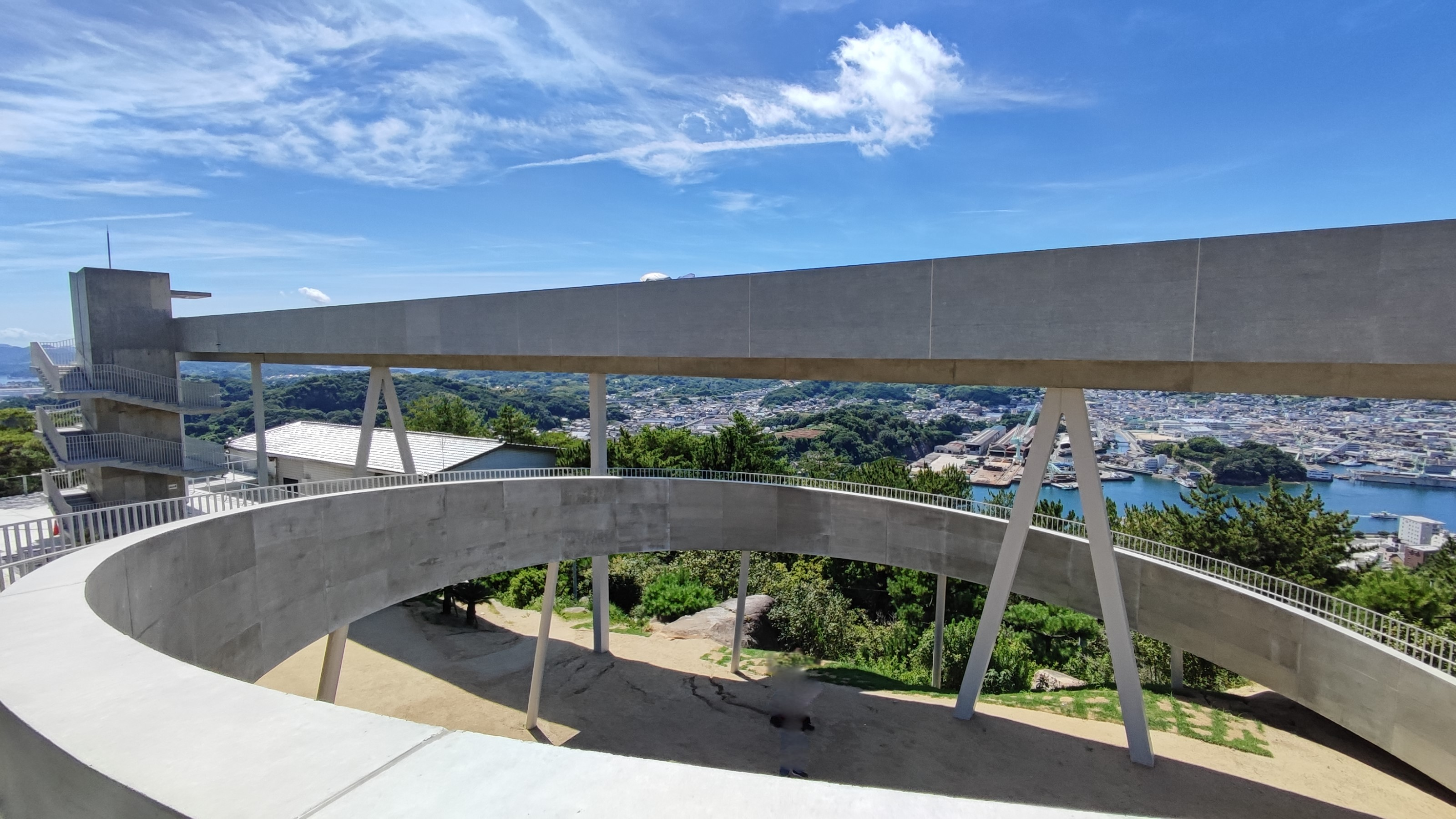
展望台PEAK

展望施設として東西に約500メートル離れて2つの展望施設が整備されている。このほか西展望台があるが、中期計画では廃止予定となっている。
頂上展望台（愛称：PEAK）
初代の展望台は1957年に「山頂展望台」として完成。2022年3月29日にリニューアルし一般開放された。千光寺山ロープウェイ山頂駅に接続する幅約3.6メートル、全長約63メートルの渡り廊下状の展望台。展望デッキは、全長63メートル、幅が3.6メートル、高さ7 - 13メートルで、360度の景色を楽しむことができる。ループ状の階段が特徴的で、バリアフリー化し、エレベーターを設けており、車椅子、ベビーカーも利用できる。24時間無料で利用でき、夜間にはライトアップされる。日本の夜景100選選定。総事業費は4億3000万円。
千光寺公園視点場（愛称：MiTeMi）
公園の西端にあり、元博物館「尾道城」跡の2階床部分に整備された。2022年3月11日に一般開放。2階展望デッキの広さはおよそ80平方メートル。ベンチが設けられており、24時間無料で利用できる。尾道市がおよそ2億円かけ整備した。

### 尾道市立美術館
各種の企画展・特別展が行われる他、当市にゆかりの深い画家小林和作の作品も常設されている。

### その他の名所
桜並木
一万本ともいわれる多数（実際には尾道観光協会のHPによれば約1500本）の桜が植えられており、春には花見客でにぎわう。
白いじゅうたんの丘
かつて蚊取り線香に使用されていた除虫菊が植えられた花壇が、大日本除虫菊（金鳥・KINCHOのブランド名で知られる）の協力のもと、美術館南側斜面に整備されている。
当市と合併した因島市をはじめ、かつて近隣の島々で除虫菊の生産が盛んだったことにちなむ。
なお、千光寺公園には1965年から尾道市営千光寺市民プールがあったが、土堂小学校のプールに用途転用となり一般利用は停止されている。

## アクセス
- 千光寺山ロープウェイ：山麓駅 - 山頂駅3分
- 徒歩：文学のこみちを利用
- バス：おのみちバス「長江経由・千光寺公園」線[注 1]

花見の時期（およそ3月中旬から4月中旬）の土・日曜日は、当公園へ接続する道路に一方通行規制が敷かれるため、自家用車で訪れる際には注意が必要である。具体的には、東側の広島県道363号栗原長江線側から公園へ、公園から西側の市道（栗原本通り）へ向かう形態の一方通行となる。

### 注
1. ↑  2019年1月現在、平日3往復、土日1往復である[21]。